# Préparation (dramaturgie)
Pour les articles homonymes, voir Paiement.
Une préparation est, en matière de dramaturgie, un élément de l'intrigue – objet, personnage, réplique, scène, etc. – apparaissant au cours du déroulement de l'œuvre afin d'être réutilisé plus tard dans celle-ci. Cette réutilisation, que l'on appelle un paiement, est extrêmement gratifiante pour le spectateur, qui a le sentiment d'avoir suivi l'histoire qui lui est racontée et d'être donc confronté à un récit cohérent. En outre, la préparation permet d'éviter le recours au deus ex machina dans des scènes ultérieures au cours desquelles il ne sera peut-être pas possible, faute de temps, d'expliquer la présence de tel ou tel élément sur les lieux. C'est pourquoi les préparations constituent des objets de réflexion importants du scénariste quand il écrit.
L'une des préparations les plus typiques est celle qui consiste à évoquer, généralement de façon anodine, parfois seulement dans un dialogue, une arme au début d'une pièce de théâtre ou d'un film, ceci dans le seul but de pouvoir la faire resurgir bien plus tard entre les mains d'un personnage au cours d'une altercation. L'ensemble du procédé est tellement usité qu'Anton Tchekhov en a fait une loi, la loi dite du fusil de Tchekhov : il ne faut pas montrer d'arme à feu dans un acte si personne ne s'en sert dans les suivants.